# Världsmästerskapen i hastighetsåkning på skridskor 1897
De åttonde världsmästerskapen i hastighetsåkning på skridskor för herrar anordnades 5–6 februari 1897 i Montréal i Kanada. 10 deltagare från tre länder deltog.

## Resultat
- - 500 meter
- 1 Alfred Ingvald Næss  Norge – 46,8
- 2 Jack McCulloch  Kanada  – 48,2
- 3 Julius Seyler  Tyskland – 48,6

- - 1 500 meter
- 1 Jack McCulloch  Kanada  – 2.40,8
- 2 Alfred Ingvald Næss  Norge – 2.41,2

- - 5 000 meter
- 1 Jack McCulloch  Kanada  – 9.25,4
- 2 Martinus Lerdahl  Norge – 9.39,2
- 3 John Davidson  Kanada – 10.00,6

- - 10 000 meter
- 1 Jack McCulloch  Kanada  – 20.02,4
- 2 Julius Seyler  Tyskland  - 20.42,2
- 3 John Davidson  Kanada – 20.43,4

- - Sammanlagt
- 1 Jack McCulloch  Kanada, världsmästare.
- 2 Alfred Ingvald Næss  Norge
- 3 Julius Seyler  Tyskland
  - För att få titeln världsmästare krävdes enligt då gällande regler att man vunnit minst tre distanser.

### Fotnoter
1. ↑  ”World Championship Allround” (på engelska). Speedskatingstats. http://www.speedskatingstats.com/index.php?file=championships&g=m&type=wchall&year=1897. Läst 2 augusti 2017.